# Albert-Einstein-Gymnasium (Sankt Augustin)
Das Albert-Einstein-Gymnasium (kurz AEG) ist ein Gymnasium der Stadt Sankt Augustin im Rhein-Sieg-Kreis.

## Geschichte
Die neu eingerichtete Schule trug zunächst den Namen Gymnasium II, da es nach dem Rhein-Sieg-Gymnasium (RSG) das zweite Gymnasium der Stadt Sankt Augustin war. Später war der Name Pleistalschule vorgesehen, jedoch entschied sich das Kollegium für die Benennung nach dem Physiker Albert Einstein.
Der Schulbetrieb begann im Sommer 1973 mit den Klassenstufen fünf bis sieben, wobei zum Start Schüler vom Rhein-Sieg-Gymnasium übernommen wurden. 1977 war das heutige Schulgebäude im Schulzentrum Niederpleis (seit 2019 Campus Niederpleis) fertig gestellt, welches von der Werkgruppe 7 um Architekt Erwin H. Zander entworfen worden war. Neben dem AEG befinden sich dort auch Haupt- und Realschule. Zum Schulgelände gehören eine Sechsfachturnhalle, ein Schwimmbad sowie ein separater naturwissenschaftlicher Trakt. Die Baukosten betrugen insgesamt 50 Millionen Mark. 2011 wurde zusätzlich eine Mensa gebaut.

### Versuchter Amoklauf 2009
Am 11. Mai 2009 betrat eine 16-jährige Schülerin maskiert und mit mehreren Messern bewaffnet die Schule. In ihrem Rucksack befanden sich Benzinflaschen, elf selbstgebaute Molotowcocktails, eine Gaspistole und Brandbeschleuniger. Sie plante, einem Lehrer gewaltsam die Schlüssel zu entwenden, Klassenzimmer in Brand zu setzen und dabei die Räume von außen zu verschließen. Die Täterin erklärte, durch den entstehenden Brand wollte sie mindestens 50 Menschen umbringen.
Bei Vorbereitungen auf der Schultoilette wurde sie von einer 17-jährigen Mitschülerin gestört, der sie einen Daumen abtrennte. Die Täterin floh daraufhin, nach dem Auslösen des Amokalarms durchkämmte ein Spezialeinsatzkommando die Klassenräume. Noch am selben Tag stellte sich die 16-Jährige der Polizei am Kölner Hauptbahnhof. Im November 2009 wurde sie vom Landgericht Bonn wegen gefährlicher Körperverletzung und versuchten Mordes zu fünf Jahren Jugendstrafe verurteilt. Das Oberlandesgericht Köln hob das Urteil im April 2010 auf und wies sie in eine Psychiatrische Klinik ein.

## Schulprofil
Im bilingualen Zweig der Schule werden Schüler bereits ab Klasse 5 in den Fächern Biologie, Geschichte und Erdkunde überwiegend auf Englisch unterrichtet. Inzwischen gibt es auch die Möglichkeit, ein bilinguales Abitur abzulegen. Weitere Angebote sind das Cambridge Certificate sowie das Europäische CertiLingua Exzellenzlabel.
2019 und 2022 wurde das Gymnasium jeweils als MINT-freundliche Schule ausgezeichnet. Dies umfasst sowohl ein spezielles Kursangebot als auch außerschulische Arbeitsgemeinschaften und Kooperationspartner.
Seit 1987 kooperiert das AEG für Kurse im Oberstufenbereich mit dem Rhein-Sieg-Gymnasium.

### Schüleraustausch
Austauschprogramme bietet das Gymnasium mit Schulen in Pottstown (Pennsylvania), Les Andelys (Normandie), Martos (Andalusien) sowie Vecindario (Gran Canaria) an. Weitere individuelle Austauschmöglichkeiten bestehen jeweils mit deutschen Schulen in Santiago de Chile und Guatemala-Stadt.
Das Albert-Einstein-Gymnasium trägt zudem seit 2008 die Auszeichnung Europaschule.

## Persönlichkeiten

### Schüler
- Birgit Lennartz-Lohrengel (* 1965), Marathon- und Ultramarathonläuferin
- Almut van Niekerk (* 1967), evangelische Theologin
- Brigitte Knopf (* 1973), Physikerin und Klimawissenschaftlerin
- Kordula Kühlem (* 1975), Autorin und Historikerin
- Christoph Danne (* 1976), Schriftsteller, Herausgeber und Verleger
- Sameena Jehanzeb (* 1981), Schriftstellerin, Grafikdesignerin und Illustratorin
- Max Leitterstorf (* 1985), Wirtschaftswissenschaftler, Politiker (CDU) und Bürgermeister von Sankt Augustin
- Rojan Juan Barani (* 1999), Schauspieler

### Lehrer
- Ulrich Nonn (1942–2023), Historiker
- Michael-Ezzo Solf (* 1946), Politiker (CDU) und Landtagsabgeordneter